# Pajeú (microregio)
Pajeú is een van de 19 microregio's van de Braziliaanse deelstaat Pernambuco. Zij ligt in de mesoregio Sertão Pernambucano en grenst aan de microregio's Sertão do Moxotó, Itaparica, Salgueiro, Itaporanga (PB), Serra do Teixeira (PB) en Cariri Ocidental (PB). De microregio heeft een oppervlakte van ca. 8.778 km². In 2009 werd het inwoneraantal geschat op 323.469.
Zeventien gemeenten behoort tot deze microregio:
- Afogados da Ingazeira
- Brejinho
- Calumbi
- Carnaíba
- Flores
- Iguaraci
- Ingazeira
- Itapetim
- Quixaba
- Santa Cruz da Baixa Verde
- Santa Terezinha
- São José do Egito
- Serra Talhada
- Solidão
- Tabira
- Triunfo
- Tuparetama

Mesoregio's: Agreste Pernambucano · Mata Pernambucana · Metropolitana do Recife · São Francisco Pernambucano · Sertão Pernambucano

Microregio's: Alto Capibaribe · Araripina · Brejo Pernambucano · Fernando de Noronha · Garanhuns · Itamaracá · Itaparica · Mata Meridional Pernambucana · Mata Setentrional Pernambucana · Médio Capibaribe · Pajeú · Petrolina · Recife · Salgueiro · Sertão do Moxotó · Suape · Vale do Ipanema · Vale do Ipojuca · Vitória de Santo Antão